# Thermes-Magnoac
Thermes-Magnoac è un comune francese di 192 abitanti situato nel dipartimento degli Alti Pirenei nella regione dell'Occitania.

## Società

### Evoluzione demografica
Abitanti censiti